# Crnoglava strnadica
 Crnoglava strnadica  (lat. Emberiza melanocephala) je vrsta ptice iz porodice Strnadica (lat. Emberizidae).

## Područje rasprostranjenosti u svijetu i RH
Crnoglava strnadica je u Hrvatskoj gnjezdarica selica. U Europi je rasprostranjena u Italiji i jugoistočnoj Europi. U Sloveniji je izumrla. Zimuje u zapadnoj i centralnoj Indiji. Jesenska migracija započinje krajem srpnja i početkom kolovoza. Migracija natrag u Europu započinje u ožujku i travnju te dolazi u Europu početkom svibnja.

## Veličina RH populacije
10 000 – 50 000 parova.

## Stanište
Obitava u šikarama, maslinicima, vinogradima i vrtovima. 

## Fenologija vrste i biologija vrste
Mužjak u svadbenom ruhu razlikuje se od svih drugih mužjaka žutih strnadica crnom glavom i neispruganim žutim grlom i donjim dijelovima tijela. Ženka sliči ženki vrapca, ali ima smećkastu trticu i svijetložuti trbuh i podrepna pera. Duljina tijela je 16 – 17 cm, a raspon tijela 26 – 30 cm. 
U Hrvatskoj ova vrsta polaže jaja od sredine svibnja do početka lipnja. Gnijezdo se nalazi najčešće u grmlju, 0.5 – 1 m iznad tla. Gnijezdo je labavo izgrađeno od biljnog materijala, a obloženo je perjem, vunom i dlakom. S vanjske strane gnijezda često se nalazi šareno cvijeće. Tijekom sezone imaju jedno leglo s 4 – 5 jaja.
Crnoglava strnadica hrani se sjemenkama i drugim biljnim materijalom, a tijekom sezone gniježđenja beskralježnjacima. 

## IUCN kategorija ugroženosti i zakonska zaštita
Crnoglava strnadica prema Crvenoj knjizi ptica Hrvatske (Tutiš i sur. 2013.) ima kategoriju ugroženosti: najmanje zabrinjavajuća (LC) vrsta. 
Sukladno Zakonu o zaštiti prirode (80/13) i Pravilniku o strogo zaštićenim vrstama (NN 114/13) crnoglava strnadica je strogo zaštićena vrsta u RH.

## Vanjske poveznice
|  | Zajednički poslužitelj ima još gradiva o temi Emberiza melanocephala |
|  | Wikivrste imaju podatke o taksonu Emberiza melanocephala             |